# Porta Flumentana
A Porta Flumentana era uma das portas da Muralha Serviana de Roma, não mais existente, e sua localização não é bem definida. Os estudiosos acreditam que ficasse entre o Capitólio, o Palatino e o Tibre, num local perto da igreja de San Teodoro al Palatino, no início da via que hoje se chama Vico Jugário (num local onde poderia estar também a Porta Carmental), ou nas imediações, entre este local e o Tibre. É certo que a porta ficava naquela região da margem do Tibre, logo depois da Ilha Tiberina, que, no final da época augustana, era regularmente sujeita a inundações em todas as cheias do rio, e que, apesar dos grandes danos a toda a região, foi sendo populada até o lado de fora da porta.
Há uma controvérsia entre os estudiosos sobre o motivo da proximidade entre as portas Flumentana e Carmental, que tinham a mesma função de dar acesso ao Capitólio aos que vinham do Fórum Boário.
A porta se abria num eixo leste-oeste, em direção ao Vicus Tuscus, uma luxuosa via comercial cujo nome deriva do fato de a rua ser o centro econômico da colônia de imigrantes etruscos que viviam na área, entre o Capitólio e o Velabro, exposta aos frequentes desastres causados pelas cheias do Tibre. Não ligada a eventos militares e nem sociais, a história da porta está estritamente ligada com os eventos hidrográficos e meteorológicos de Roma, especialmente naquela região em particular.
A porta foi reconstruída por Augusto enquanto pontífice máximo, logo depois de 12 a.C.. Tinha a forma de um arco triunfal de mármore sobre a rua que desembocava na Ponte Emília. Segundo o arqueologista italiano Filippo Coarelli, as duas fundações, dedicadas a Caio e Lúcio César, foram desenterradas perto do Templo de Portuno.